# إيدا موسوليني
إيدا سيانو، كونتيسة كورتيلازو وبوكاري (1 سبتمبر 1910 - 9 أبريل 1995) هي ابنة بينيتو موسوليني، رئيس وزراء إيطاليا من عام 1922 إلى عام 1943. زوجها هو الداعية الفاشي ووزير الخارجية غالياتسو تشانو، وقد أُعدم في يناير 1944 لدوره في الإطاحة بموسوليني. أنكرت بشدة تورطها في نظام الحزب الوطني الفاشي بعد إعدام والدها على يد الثوار الإيطاليين.